# Школа исторических наук Сан-Марино
Высшая школа исторических наук Сан-Марино была основана в 1988 году по инициативе Альдо Скьявоне, Фауста Морганти, генерального директора ЮНЕСКО Федерико Майора, а также Эудженио Гарина. Первая серия семинаров школы стала новаторством в образовательной работе, и не только в контексте реальности континентальной Европы. Совет директоров состоял из: Альдо Скьявоне, Мориса Аймарда, Валерио Кастроново, Габриэле Де Роза, Джузеппе Галассо, Фрэнсиса Хаскелла, Вольфганга Моммзена, Коррадо Виванти и Ренато Дзангери. Школа открывала новые направления обучения, принимая социологов и политологов, антропологов и экономистов, археологов и юристов, писателей и лингвистов, физиков, геологов и генетиков, и в первую очередь историков древнего мира.

## Мероприятия
Школа регулярно проводит научные мероприятия.
В ученый совет школы входят: Лучано Канфора (координатор), Морис Эмар, Франко Кардини, Джузеппе Галассо, Джорджо Отранто, Коррадо Петрочелли, Андре Воше, Стефано Дзаманьи, Павел Бутти да Лимо и Лаура Барлетта.
Трехлетняя PhD программа, учрежденная в школе с самого начала была одним из самых новаторских экспериментов в этой области в Европе. Она характеризуется междисциплинарным характером профессиональной подготовке студентов. Присутствие студентов и преподавателей со всего мира и деятельность на трех официальных языках (итальянский, английский и французский) обеспечивает международный характер школы. Мероприятия проводятся в штаб-квартире школы и в древнем монастыре Сент-Клэр, в штаб-квартире «Университета Сан-Марино». Мероприятия открыты для наблюдателей и экспертов.

## Издательская деятельность
Школа исторических наук, в сотрудничестве с издательством Einaudi, опубликовала в период между 1993 и 1997 годами множество научных томов.
Преподавательские исторические исследования:
PBE 596 Eugenio Garin, Machiavelli fra politica e storia, 1993, pp. 61
PBE 597 Jean Pierre Vernant e Aldo Schiavone, Ai confini della storia, 1993, pp. 64.
PBE 598 Louis Bergeron, Parigi. Il mito di una capitale, 1993, pp. 86
PBE 599 Oswyn Murray, La città greca, 1993, pp. 163
PBE 607 Haim Burstin, Francia 1789: la politica e il quotidiano, 1994, pp. 108
PBE 608 Francesco Barbagallo, La modernità squilibrata del mezzogiorno d’Italia, 1994, pp. 120
PBE 611 Peter Mathias, L’economia britannica dal 1815 al 1914. Crescita industriale e problemi di transizione, 1994, pp. 139
PBE 620 Giuliano Toraldo di Francia, Tempo cambiamento invarianza, 1994, pp. 99
PBE 621 Alberto Oliverio, Ricordi individuali, memorie collettive, 1994, pp. 102
PBE 633 Autori vari, Problemi e metodi della storiografia tedesca contemporanea, 1996, pp. 315
PBE 634 Antonio Di Meo, Circulus aeterni motus. Tempo ciclico e tempo lineare nella filosofia chimica della natura., 1996, pp. 184
Некоторые исторические исследования учеников:
PBE 612 Sergio Luzzatto, L’autunno della rivoluzione. Lotta e cultura politica nella Francia del Termidoro, 1994, pp. 462
PBE 622 Andrea Carlino, La fabbrica del corpo. Libri e dissezione nel Rinascimento, 1994, pp. 269
PBE 635 Paulo F. Butti de Lima, L’inchiesta e la prova. Immagine storiografica, pratica giuridica e retorica nella Grecia
classica, 1996, pp. 210
PBE 640 Loris Marcucci, Il Commissario di Ferro di Stalin. Biografia politica di Lazar M. Kaganovic, 1997, pp. 238

## Директора
- 1989—1994 — Альдо Скьявоне
- с 1999 года — Лучано Канфора